# Mozilla Public License
Mozilla Public License (MPL) — одна з ліцензій на вільне програмне забезпечення. Версія 1.0 ліцензії була розроблена Мітчел Бейкер (Mitchell Baker), під час її роботи адвокатом в Netscape Communications Corporation. Версія 1.1 була розроблена в рамках Mozilla Foundation. MPL містить в собі риси модифікованої ліцензії BSD і GNU General Public License.
MPL використовується як ліцензії для Mozilla Suite, Mozilla Firefox, Mozilla Thunderbird та інших програм, розроблених Mozilla. Вона також була адаптована іншими розробниками, особливо Sun Microsystems для створення власних варіантів ліцензії (Common Development and Distribution License) для OpenSolaris, версії Solaris з відкритим серцевим кодом.
Вважається, що ліцензія MPL забезпечує слабкий копілефт. Початковий код, скопійований або змінений під ліцензією MPL, має бути ліцензований за правилами MPL. На відміну від жорсткіших вільних ліцензій, код під ліцензією MPL може бути об'єднаний в одній програмі з власницькими файлами. Наприклад, Netscape Navigator 6 і 7 являли собою власницькі версії Mozilla Suite, а починаючи з версії 8 — Mozilla Firefox. Таким чином, після придбання Netscape AOL Time Warner, вона володіє ексклюзивними правами на ці його власницькі версії.
Фонд вільного програмного забезпечення визнає MPL вільною ліцензією, яка однак не гарантує суворого копілефту. MPL має «деякі складні обмеження», які роблять її несумісною з GNU GPL. Через цю несумісність Фонд не рекомендує використовувати MPL в чистому вигляді, тобто без використання множинного ліцензування спільно з GPL чи сумісною з нею ліцензією. Множинне ліцензування можливо завдяки розділу 13 MPL. MPL також схвалена як відкрита ліцензія Open Source Initiative.
Mozilla Suite і Firefox були переліцензовані під множинною ліцензією, що включає MPL, GPL і LGPL[8].

## Список ліцензій, які базуються на MPL
- Common Development and Distribution License
- Public Documentation License
- Sun Public License
- AROS Public License
- SugarCRM Public License[5]
- Erlang Public License[6]
- gSOAP Public License[7]
- Common Public Attribution License[8]
- Terracotta Public License[9]

## Виноски
1. ↑  The Time 100: Mitchell Baker: The «Lizard Wrangler» (Marc Andreessen, Time, 18 April 2005).
2. ↑  Andrew M. St. Laurent, Understanding Open Source & Free Software Licensing, pp. 62-63 (O’Reilly 2004).
3. 1 2 3  Різні ліцензії та коментарі до них: MPL (англійською) . Архів оригіналу за 22 серпня 2011. Процитовано 20 вересня 2011.
4. 1 2  Mozilla Public License, версія 1.1 (англійською) . Архів оригіналу за 22 лютого 2012. Процитовано 20 вересня 2011.
5. ↑  SugarCRM Public License, версія 1.1.3. Архів оригіналу за 12 березня 2007. Процитовано 20 вересня 2011.
6. ↑  Erlang Public License, версія 1.1. Архів оригіналу за 5 листопада 2021. Процитовано 20 вересня 2011.
7. ↑  gSOAP Public License, версія 1.3b. Архів оригіналу за 16 лютого 2020. Процитовано 20 вересня 2011. [Архівовано 2020-02-16 у Wayback Machine.]
8. ↑  Common Public Attribution License, версія 1.0. Архів оригіналу за 26 вересня 2011. Процитовано 20 вересня 2011.
9. ↑  Terracotta Public License [Архівовано 12 червня 2010 у Wayback Machine.](англ.)
10. ↑  Список сумісних з DFSG ліцензій (англійською) . Архів оригіналу за 22 лютого 2012. Процитовано 20 вересня 2011.
11. ↑  Список затверджених OSI ліцензій (англійською) . Архів оригіналу за 22 лютого 2012. Процитовано 20 вересня 2011.
12. ↑  MPL FAQ (англійською) . Архів оригіналу за 22 лютого 2012. Процитовано 20 вересня 2011.
13. ↑  Mozilla Relicensing FAQ, версія 1.1 (англійською) . Архів оригіналу за 13 травня 2010. Процитовано 20 вересня 2011.